# Mario et Sonic aux Jeux olympiques d'hiver
 (février 2010).
Si vous disposez d'ouvrages ou d'articles de référence ou si vous connaissez des sites web de qualité traitant du thème abordé ici, merci de compléter l'article en donnant les références utiles à sa vérifiabilité et en les liant à la section « Notes et références ».
Mario et Sonic aux Jeux olympiques d'hiver (Mario & Sonic at the Olympic Winter Games) est un jeu de sport officiel des Jeux olympiques d'hiver de 2010 développé par Nintendo SPD et Sega Sports R&D sous la supervision de Nintendo et Sega, sorti le 13 octobre 2009 sur Wii et Nintendo DS. Le jeu a été développé sous licence avec l'ISM (International Sports Multimedia).
Il s'agit du second jeu réunissant les univers de Mario et de Sonic, après Mario et Sonic aux Jeux olympiques, jeu officiel des Jeux olympiques d'été de 2008.

## Système de jeu
Dans la version Wii, le jeu propose plusieurs types de configuration : la Wii Balance Board est ainsi mise à disposition. Mais pour ceux qui n'auraient pas cet accessoire, les épreuves restent aussi jouables à la Wiimote, ou à la WiiMote avec le nunchuk. Avant chaque épreuve, il est ainsi possible de voir les configurations de manettes possibles, et il est important de préciser que les jeux se jouant à la balance board sont accessibles depuis un mode spécifique, le mode Balance Board.
Dans la version DS, le menu propose 4 options : les réglages, un menu mini-jeu proposant plusieurs mini-jeu ou il faut accomplir un objectif avant les autres participants (IA ou Joueur) pour gagner, un menu épreuve pour faire directement des épreuves contre l'IA ou d'autres joueurs en local et un mode aventure proposant une histoire servant de prétexte a parcourir 6 zones en accomplissant diverses missions basée sur les épreuves parfois entrecoupées de mini-jeux pour débloquer de nouvelles missions jusqu'à la dernière zone. A noter que sur chaque compte du jeu il sera nécessaire d'avancer dans le mode histoire pour pouvoir débloquer les épreuves dans les mini-jeux évoqués ci-dessus et le menu épreuve. Les épreuves qui sont le cœur du jeu peuvent utiliser l'écran tactile, les gâchettes L + R ainsi que la croix directionnelle et les boutons A/B/X/Y

## Personnages
Un total de vingt personnages est jouable. Dix appartiennent à l'univers Nintendo et dix à l'univers Sega.
| Complet   | Mario  | Amy      | Luigi  | Blaze   | Bowser Jr.  |
| Vitesse   | Sonic  | Daisy    | Shadow | Yoshi   | Metal Sonic |
| Puissance | Bowser | Knuckles | Wario  | Vector  | Donkey Kong |
| Habileté  | Tails  | Peach    | Eggman | Waluigi | Silver      |

Il est aussi possible de jouer avec les Mii uniquement dans la version Wii.
Le jeu compte également de nombreux boss dans le mode festival :
- Roi Boo : descente
- Méga Bill Balle : bobsleigh ou skeleton
- Rouge The Bat : patinage artistique
- Omega : courte piste relais ou patinage de vitesse 500 mètres
- Skelerex (par équipe) : curling
- Jet The Hawk : snowboard cross
- Eggman Nega : course ski cross
- Bowser Skelet : hockey sur glace

## Annonce
Dans son numéro de janvier 2009, l'édition espagnole de Nintendo, le magazine officiel annonce dans ses pages qu'un nouveau Mario et Sonic aux Jeux olympiques dans le cadre des Jeux olympiques d'hiver serait en développement. Cependant, Sega et Nintendo n'avaient ni approuvé ni contesté cette affirmation.
Le 10 février 2009, Dennis Kim, directeur des produits dérivés des Jeux olympiques de Vancouver, annonce le développement du jeu. Deux jours plus tard, Sega confirme l'existence du jeu.
Le 15 juillet 2009, Sega annonce que le jeu sortira sur Wii et DS le 13 octobre aux États-Unis, le 15 octobre en Australie et le 16 octobre en Europe.

## Épreuves
Les épreuves varient en fonction des versions (Wii et DS).
Les épreuves olympiques reproduisent les disciplines sportives dans les sites des Jeux de Vancouver.
Les épreuves rêves sont inspirées des sports olympiques, se jouant dans un gameplay plus libre et fantaisiste, reproduisant les thèmes et environnements des jeux Sonic et Super Mario.

### Épreuves Wii
|                     | Discipline       | Épreuve                                                       |                | Discipline                  | Épreuve                     | Lieu                                                                          |
| ------------------- | ---------------- | ------------------------------------------------------------- | -------------- | --------------------------- | --------------------------- | ----------------------------------------------------------------------------- |
| Épreuves olympiques | Ski              | Ski alpin Descente (Personnage clé : Shadow)                  | Épreuves rêves | Ski                         | Ski alpin                   | Seaside Hill (Sonic Heroes)                                                   |
| Épreuves olympiques | Ski              | Ski alpin Slalom géant (Personnage clé : Daisy)               | Épreuves rêves | Ski                         | Ski cross                   | Circuit Mario (Mario Kart Wii)                                                |
| Épreuves olympiques | Ski              | Saut à ski Grand tremplin individuel (Personnage clé : Tails) | Épreuves rêves | Ski                         | Saut à ski                  | Galaxie des Planètes Œufs (Super Mario Galaxy)                                |
| Épreuves olympiques | Ski              | Saut à ski Tremplin normal par équipe                         | Épreuves rêves | Snow board                  | Snowboard cross             | Radical Highway (Sonic Adventure 2)                                           |
| Épreuves olympiques | Ski              | Ski de bosses (Personnages clé : Blaze)                       | Épreuves rêves | Patinage                    | Courte piste                | Egg Factory (Sonic Riders)                                                    |
| Épreuves olympiques | Ski              | Ski cross (Personnage clé: Mario)                             | Épreuves rêves | Patinage                    | Patinage artistique         | Dream Figure Center                                                           |
| Épreuves olympiques | Snowboard        | Half-pipe (Personnage clé : Sonic)                            | Épreuves rêves | Bobsleigh                   | Bobsleigh                   | Nocturnus Gate (Sonic Chronicles : La Confrérie des ténèbres et Sonic Heroes) |
| Épreuves olympiques | Snowboard        | Snowboard cross (Personnage clé : Yoshi)                      | Épreuves rêves | Hockey sur glace            | Hockey sur glace            | Château de Bowser (Mario Kart: Super Circuit)                                 |
| Épreuves olympiques | Patinage         | Patinage de vitesse 500 m (Personnage clé : Silver)           | Épreuves rêves | Curling                     | Curling                     | Royaume Sorbet (Mario Kart 64)                                                |
| Épreuves olympiques | Patinage         | Courte piste 1 000 m (Personnage clé : Metal Sonic)           | Épreuves rêves | Bataille de boules de neige | Bataille de boules de neige | Christmas Village                                                             |
| Épreuves olympiques | Patinage         | Courte piste relais                                           | Épreuves rêves | Deltaplane                  | Deltaplane                  | Sky Gardens                                                                   |
| Épreuves olympiques | Patinage         | Patinage artistique (Personnage clé : Peach)                  |                |                             |                             |                                                                               |
| Épreuves olympiques | Bobsleigh        | Bobsleigh                                                     |                |                             |                             |                                                                               |
| Épreuves olympiques | Bobsleigh        | Skeleton (Personnage clé : Vector)                            |                |                             |                             |                                                                               |
| Épreuves olympiques | Hockey sur glace | Hockey sur glace                                              |                |                             |                             |                                                                               |
| Épreuves olympiques | Curling          | Curling                                                       |                |                             |                             |                                                                               |

#### Mini-jeux
Ces mini-jeux sont jouables de 1 à 4 joueurs et sont au nombre de 3 : Chasse aux ballons, roue du hasard et tournez panneau

### Épreuves DS
|                     | Discipline       | Épreuve                        |                | Discipline       | Épreuve                    |
| ------------------- | ---------------- | ------------------------------ | -------------- | ---------------- | -------------------------- |
| Épreuves olympiques | Ski              | Ski alpin Slalom géant         | Épreuves rêves | Ski              | Course ski cross           |
| Épreuves olympiques | Ski              | Saut Grand tremplin individuel | Épreuves rêves | Ski              | Saut fusée                 |
| Épreuves olympiques | Ski              | Bosses                         | Épreuves rêves | Ski              | Descente supersonique      |
| Épreuves olympiques | Ski              | Ski de fond                    | Épreuves rêves | Patinage         | Courte piste intense       |
| Épreuves olympiques | Ski              | Combiné nordique               | Épreuves rêves | Patinage         | Patinage artistique ultime |
| Épreuves olympiques | Patinage         | Patinage de vitesse 500 m      | Épreuves rêves | Snowboard        | Super half-pipe            |
| Épreuves olympiques | Patinage         | Courte piste 500 m             | Épreuves rêves | Snowboard        | Snowboard extrême          |
| Épreuves olympiques | Patinage         | Patinage artistique            | Épreuves rêves | Bobsleigh        | Bobsleigh fulgurant        |
| Épreuves olympiques | Snowboard        | Snowboard cross                | Épreuves rêves | Hockey sur glace | Hockey délirant            |
| Épreuves olympiques | Bobsleigh        | Bobsleigh                      | Épreuves rêves | Curling          | Curling-bowling            |
| Épreuves olympiques | Bobsleigh        | Skeleton                       | Épreuves rêves | Biathlon         | Ski et tir                 |
| Épreuves olympiques | Hockey sur glace | Hockey sur glace               | Épreuves rêves | Canon à neige    | Bataille de canons à neige |
| Épreuves olympiques | Curling          | Curling                        |                |                  |                            |
| Épreuves olympiques | Biathlon         | Biathlon                       |                |                  |                            |
| Épreuves olympiques | Luge             | Luge                           |                |                  |                            |

## Extras
Il est possible d'obtenir des jetons étoiles, la monnaie virtuel du jeu permettant de débloquer du contenu supplémentaire comme de la musique, des tenues Mii ou des histoires liés aux jeux olympiques. A la fin de chaque épreuve des jetons sont attribués avec des bonus en cas de victoire ou d'objectifs atteints. Il est également possible de donner des jetons étoiles à ses autres profils enregistrés sur sa wii.
Le jeu inclus également un système de météo que l'on peut synchroniser avec la météo réel de Vancouver via la chaîne météo.

## Accueil

### Ventes
En mars 2010, 6,53 millions de copies ont été vendues en Europe et aux Etats-Unis.
|                  | Wii  | DS   |
| ---------------- | ---- | ---- |
| Japon            | 0,22 | 0,27 |
| Amérique du Nord | 1,87 | 1,21 |
| Europe           | 1,97 | 1,63 |
| Autre            | 0,48 | 0,37 |
| Total            | 4,54 | 3,47 |

### Critiques
| Référence          | Wii    | DS       |
| ------------------ | ------ | -------- |
| Eurogamer          | 8/10   | non noté |
| GameFAQs           | 3,65/5 | 3,6/5    |
| Gamekult           | 6/10   | 6/10     |
| Gamespot           | 6/10   | 6/10     |
| Gamesradar+        | 4/5    | 3/5      |
| Jeuxvideos.com     | 14/20  | 16/20    |
| Metacritic         | 72/100 | 76/100   |
| Puissance Nintendo | 15/20  | —        |